# Hang động Long Du

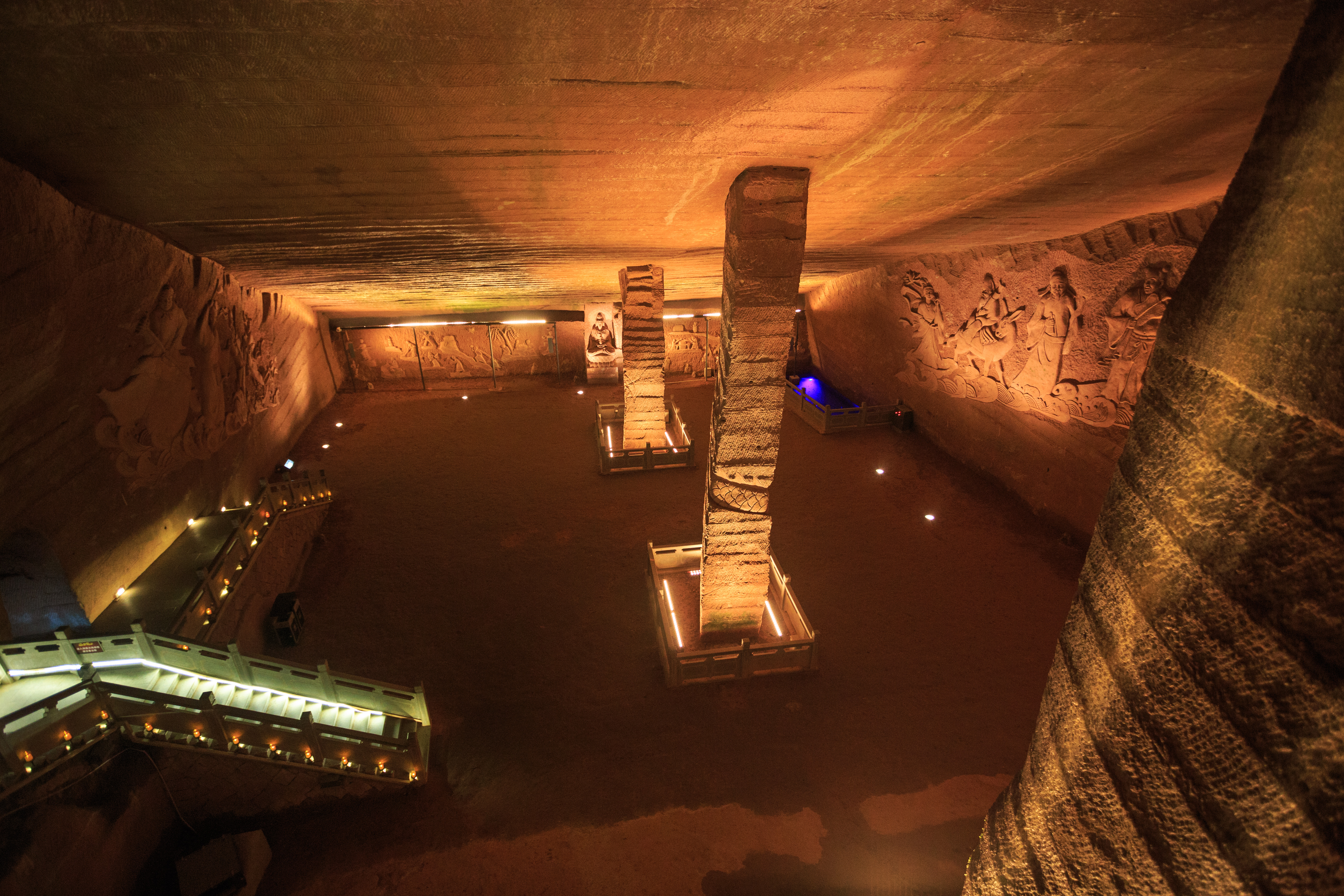
Một trong những hang động vào năm 2016

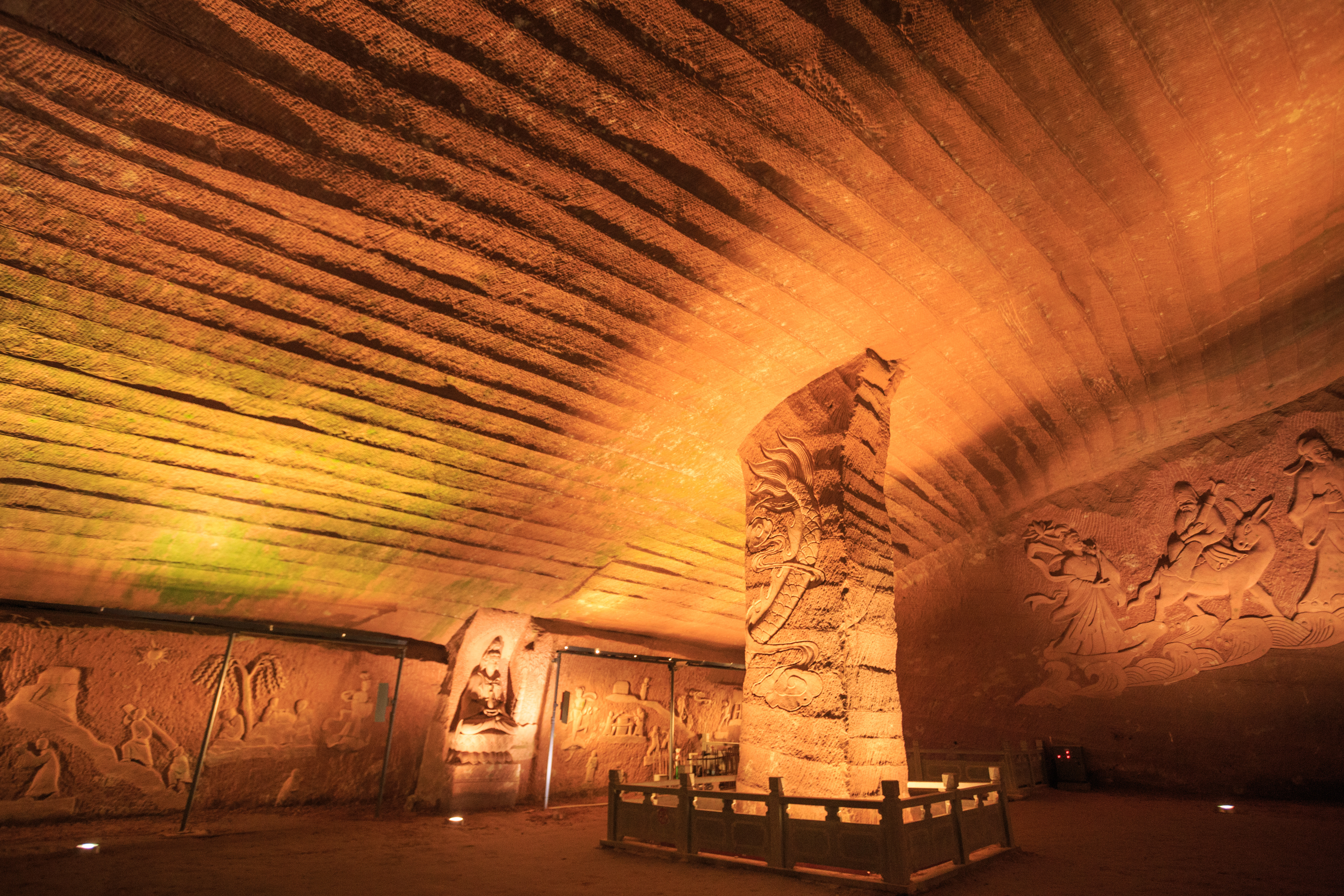

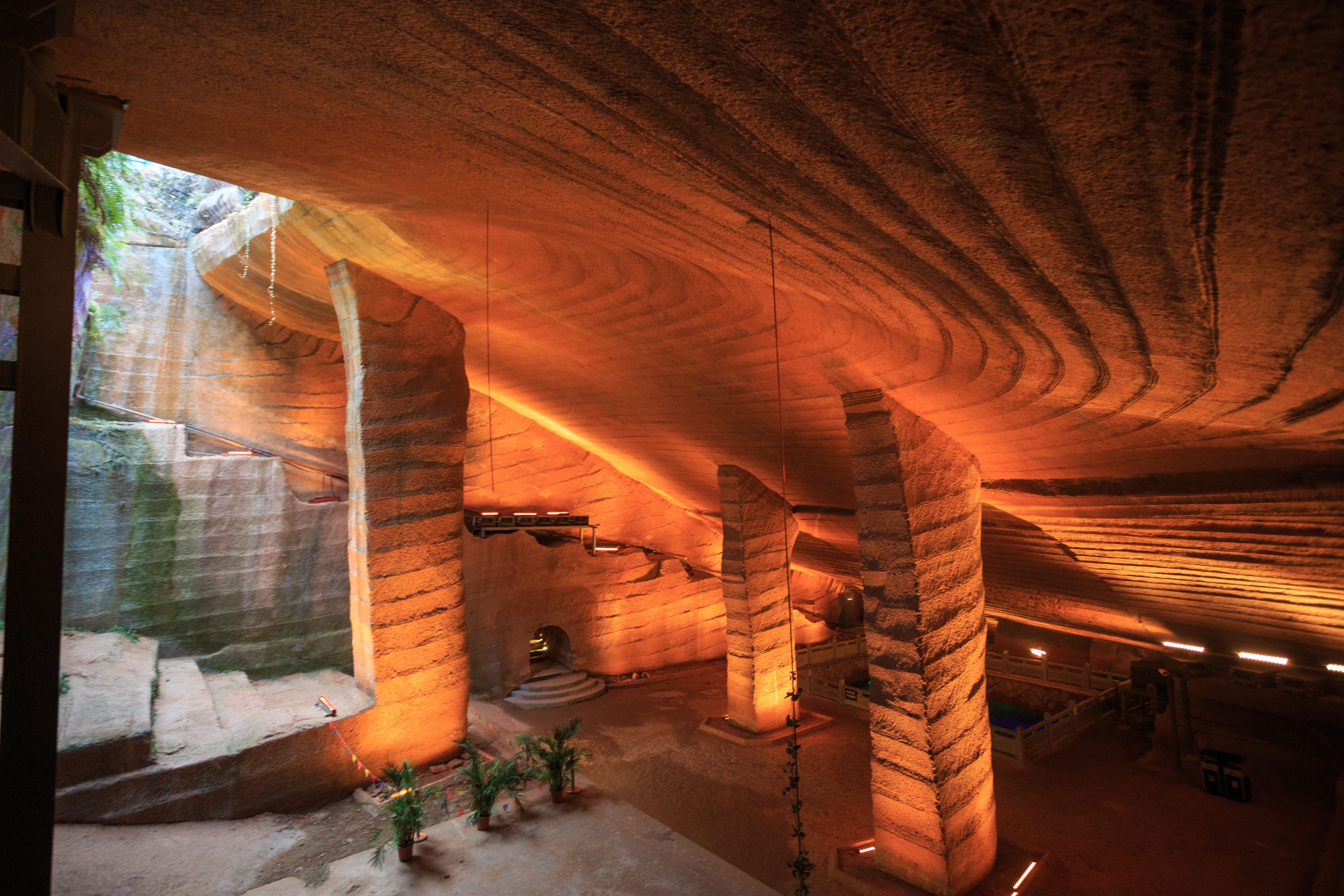

Hang động Long Du là một quần thể hang động nhân tạo lớn bằng sa thạch được phát hiện gần Thập Yển Bắc Thôn ở tỉnh Chiết Giang, Trung Quốc. Chúng được cho là có từ thời kỳ trước khi thành lập đế quốc nhà Tần vào năm 221 TCN, mặc dù cho đến ngày nay, người ta chưa phát hiện được một tư liệu lịch sử nào đề cập đến quá trình xây dựng quần thể hang động cổ đại ngầm dưới đất khổng lồ này và danh tính của những người thợ đã xây dựng nên chúng vẫn còn là một ẩn đố trong lịch sử.

## Khám phá
Di chỉ được phát hiện lần đầu tiên vào năm 1992, cho đến nay đã có 24 hang được tìm thấy, một vài trong số chúng đã được phát triển như một điểm thu hút khách du lịch.

## Sự miêu tả
Quần thể hang động này có vài khía cạnh nổi bật:
- Quần thể hang động này rất lớn khi xét đến nguồn gốc nhân tạo của nó: diện tích trung bình của mặt sàn mỗi hang động vượt quá 1.000 mét vuông (11.000 foot vuông), với chiều cao lên tới 30 mét (98 ft), và tổng diện tích bao phủ vượt quá 30.000 mét vuông (320.000 foot vuông).
- Bề mặt trần, tường và cột đá được hoàn thiện theo cùng một phong cách, khi một loạt dải hoặc hàng đá song song với nhau với bề ngang khoảng 60 cm chứa các dấu vết chạm trổ song song nghiêng một góc khoảng 60° so với đường trục của hàng đá.
- Chúng đã duy trì được kết cấu vững chắc của mình và dường như không giao cắt với nhau.[4]